# 上貝塚 (流山市)
上貝塚（かみかいづか）は、千葉県流山市にある地名。郵便番号は270-0171。

## 地理
流山市の中部に位置する、緑の色濃い地域である。
東は大畔、西は桐ケ谷、南は谷・桐ケ谷、北は南・若葉台と接している。

### 地価
住宅地の地価は、2015年（平成27年）1月1日の公示地価によれば、上貝塚字稲荷内57番2の地点で5万1900円/m2となっている。

## 歴史

### 地名の由来
貝塚があったことに由来する。また、東葛飾郡内に貝塚村が2つあったことより、北に位置する村を上貝塚、南に位置する村を下貝塚とした。

### 沿革
- 1869年（明治2年）　葛飾県葛飾郡貝塚村となる。
- 1871年（明治4年）　廃藩置県により印旛県葛飾郡貝塚村となる。
- 1873年（明治6年）　県の統合及び、郡の分割により千葉県東葛飾郡貝塚村となる。
- 1879年（明治12年）　東葛飾郡内に貝塚村が2つあることにより、上貝塚村となる。
- 1889年（明治22年）　東葛飾郡大畔村、小屋村、下花輪村、北村、南村、谷村、桐ケ谷村、上新宿村、上新宿新田、平方村、平方村新田、平方原新田、中野久木村、深井新田、東深井村、西深井村と合併し、東葛飾郡新川村大字上貝塚となる。
- 1951年（昭和26年）4月1日　流山町、八木村と合併し、東葛飾郡江戸川町大字上貝塚となる。
- 1952年（昭和27年）1月1日　江戸川町が流山町に改称。東葛飾郡流山町大字上貝塚となる。
- 1967年（昭和42年）1月1日　市制施行により、流山市大字上貝塚となる。

## 世帯数と人口
2017年（平成29年）11月1日現在の世帯数と人口は以下の通りである。
| 大字   | 世帯数 | 人口 |
| ------ | ------ | ---- |
| 上貝塚 | 38世帯 | 90人 |

## 小・中学校の学区
市立小・中学校に通う場合、学区は以下の通りとなる。
| 番地 | 小学校               | 中学校               |
| ---- | -------------------- | -------------------- |
| 全域 | 流山市立西初石小学校 | 流山市立西初石中学校 |